# Gunnar Knudsen (filolog)
Gunnar Knudsen, född 23 mars 1886 i Landsgrav vid Slagelse, död 15 september 1952, var en dansk filolog.
Knudsen blev 1905 student vid Sorø akademi och avlade 1913 magisterkonferens i danska, latin och engelska. Samma år blev han medhjälpare, 1914 sekreterare och 1917 kontorschef i Stedenavnutvalget. Från 1914 var han redaktionssekreterare och från 1916 till sin död redaktör för "Danske Studier", i vilken hans första egna artikel från 1914 behandlade sydsjälländskt namnskick kring år 1600 och kom att följas av en mängd artiklar av namnhistoriskt innehåll. Från 1919 var han redaktionssekreterare och från 1921 redaktör för fjärde upplagan av Jens Peter Traps "Danmark".
Knudsen var bland annat hedersledamot av English Place-Name Society (1923) och arbetande ledamot av Kungliga Gustav Adolfs Akademien för svensk folkkultur i Uppsala (1933), i vars årsbok "Saga och sed" han publicerade flera artiklar. Han var också ledamot av internationella kommittén för namnforskning i Leuven (1949) och av Fryske Akademy i Leeuwarden (1950).
Invald som arbetande ledamot (utländsk) i Kungl. Gustav Adolfs akademien för svensk folkkultur år 1933.

## Utmärkelser
- Riddare av Dannebrogorden,  1935[2]

[Redigera Wikidata]